# Phil G. Smith
 (juin 2022).
La mise en forme du texte ne suit pas les recommandations de Wikipédia : il faut le « wikifier ».
Les points d'amélioration suivants sont les cas les plus fréquents :
- Les titres sont pré-formatés par le logiciel. Ils ne sont ni en capitales, ni en gras.
- Le texte ne doit pas être écrit en capitales (les noms de famille non plus), ni en gras, ni en italique, ni en « petit »…
- Le gras n'est utilisé que pour surligner le titre de l'article dans l'introduction, une seule fois.
- L'italique est rarement utilisé : mots en langue étrangère, titres d'œuvres, noms de bateaux, etc.
- Les citations ne sont pas en italique mais en corps de texte normal. Elles sont entourées par des guillemets français : « et ».
- Les listes à puces sont à éviter, des paragraphes rédigés étant largement préférés. Les tableaux sont à réserver à la présentation de données structurées (résultats, etc.).
- Les appels de note de bas de page (petits chiffres en exposant, introduits par l'outil «  Source ») sont à placer entre la fin de phrase et le point final[comme ça].
- Les liens internes (vers d'autres articles de Wikipédia) sont à choisir avec parcimonie. Créez des liens vers des articles approfondissant le sujet. Les termes génériques sans rapport avec le sujet sont à éviter, ainsi que les répétitions de liens vers un même terme.
- Les liens externes sont à placer uniquement dans une section « Liens externes », à la fin de l'article. Ces liens sont à choisir avec parcimonie suivant les règles définies. Si un lien sert de source à l'article, son insertion dans le texte est à faire par les notes de bas de page.
- La présentation des références doit suivre les conventions bibliographiques. Il est recommandé d'utiliser les modèles {{Ouvrage}}, {{Chapitre}}, {{Article}}, {{Lien web}} et/ou {{Bibliographie}}. Le mode d'édition visuel peut mettre en forme automatiquement les références.
- Insérer une infobox (cadre d'informations à droite) n'est pas obligatoire pour parachever la mise en page.

Pour une aide détaillée, merci de consulter Aide:Wikification.
Si vous pensez que ces points ont été résolus, vous pouvez retirer ce bandeau et améliorer la mise en forme d'un autre article.
Pour les articles homonymes, voir Smith.
Phil G. Smith de son vrai nom Philippe Gaudreault (né le 21 janvier 1991 à Gatineau) est un auteur-compositeur-interprète québécois. Selon la presse spécialisée, il est parmi les étoiles montantes du country francophone,.

## Biographie
Diplômé de l'École Nationale de la Chanson de Granby (cohorte 2010-2011), Phil G. Smith se révèle au public en 2017 avec son EP éponyme, dont le premier extrait Que l'bon Dieu nous pardonne se mérite le prix Étoile Stingray au Festival Western de St-Tite et se retrouve rapidement au sommet des palmarès des radios country du Québec.
À la suite du lancement de son premier album On fait du country en avril 2019, Phil G. Smith part en tournée à travers la francophonie canadienne pour plus de 75 spectacles. Il assure notamment les premières parties d'artistes tels que Kaïn, Patrick Norman, Guylaine Tanguay, & Cayouche en plus de présenter des spectacles plateau-double avec David Jalbert.
En 2020, il récolte 4 nominations au Gala Country (Découverte de l'année, Spectacle de l'année, Chanson de l'année, Interprète masculin de l'année) ainsi qu'une nomination au Gala de l'ADISQ (Album de l'année - Country).
Phil G. Smith forme le du duo country francophone Wild Ouest avec John-Anthony Gagnon-Robinette (aussi membre du groupe Kaïn) qui lance un premier EP La loi des plus forts à l'automne 2020. Le duo récolte 3 nominations au Gala Country 2022 (Découverte de l'année, Groupe de l'année, Chanson de l'année).
L'extrait radio Que nos grands-pères ne meurent jamais, lancé en février 2021, se veut un hommage à son grand-père décédé du cancer en mai 2020. Le vidéoclip est d'ailleurs un amalgame de souvenirs filmés en VHS, ainsi que d'images tournées dans la maison familiale.
Le deuxième album solo de Phil G. Smith, On est encore là paraît le 10 juin 2022, à l'aube d'une tournée de spectacles qui le mènera aux quatre coins du Québec en 2022.
En plus des 3 nominations avec son groupe Wild Ouest, Phil G. Smith récolte 2 nominations au Gala Country 2022 (Spectacle de l'année & Interprète masculin de l'année). Avec son total de 5 nominations, Phil G. Smith se retrouve en tête parmi tous les artistes country nommés.